# Mia Thalassa Makria
Mia Thalassa Makria är en grekisk film från 2003.

## Rollista (i urval)
- Tamila Koulieva-Karantinaki
- Terry Maratos
- Roni Meron
- Nikolette Orlandou
- Akis Sakellariou